# San Antonio Cuilotepec
San Antonio Cuilotepec är en ort i Mexiko.   Den ligger i kommunen Milpa Alta och delstaten Distrito Federal, i den sydöstra delen av landet, 27 km söder om huvudstaden Mexico City. San Antonio Cuilotepec ligger 2 878 meter över havet och antalet invånare är 243.
Terrängen runt San Antonio Cuilotepec är lite bergig, och sluttar norrut. Runt San Antonio Cuilotepec är det mycket tätbefolkat, med 2 431 invånare per kvadratkilometer. Närmaste större samhälle är Iztapalapa, 19,4 km norr om San Antonio Cuilotepec. I omgivningarna runt San Antonio Cuilotepec växer huvudsakligen savannskog.